# Постулаты Коха
Постула́ты Ко́ха (постулаты Коха-Ге́нле) — критерии, разработанные для установления причинно-следственной связи между микробами и болезнью. Постулаты были сформулированы немецким микробиологом Робертом Кохом на основе более ранних концепций, описанных его соотечественником патологом Якобом Генле. Утверждения были уточнены и опубликованы Кохом в 1890 году. Он применил постулаты для описания этиологии холеры и туберкулеза, оба из которых теперь приписываются бактериям. Постулаты были спорно обобщены на другие заболевания. На текущий момент используются более современные концепции на основе постулатов Коха.

## История
В 1840 году немецкий физиолог и патологоанатом Якоб Генле сформулировал концепции доказательства того, что болезни могут вызываться микроорганизмами. Это стало особенно актуально к концу XIX века, когда у больных инфекционными заболеваниями выделяли множество микроорганизмов разных видов, которые могли рассматриваться как причина болезни. Поэтому возникла необходимость в неких принципах, благодаря которым можно было бы выделить искомый патоген от других бактерий, всегда присутствующих в организме.
Концепции Я. Генле были дополнены в 1877, 1882 и 1893 годах его учеником Робертом Кохом. Первоначальные постулаты Коха-Генле («триада Коха») выглядели следующим образом:
- Микроорганизм-возбудитель всегда должен встречаться при данном заболевании, но не должен встречаться у здоровых людей или при других болезнях
- Штамм микроорганизма должен быть выделен из организма больного в чистой культуре
- Введение культивированного штамма в здоровый организм вызывает болезнь в эксперименте[3][4].

Позже постулаты Коха были расширены ещё на один пункт:
- Микроорганизм должен быть затем повторно выделен в организме и идентифицирован как тот же исходный штамм[2][3].

Однако позже Кох отказался от второй части первого постулата, когда обнаружил бессимптомных носителей холеры, а позднее и брюшного тифа.
Второй постулат не всегда удаётся применить для доказательства патогенной природы микроорганизма, так как все вирусы и некоторые бактерии не могут быть выращены в чистой культуре. Вирусы зависят от проникновения в клетки-хозяева, используют их ресурсы для роста и размножения и не способны расти самостоятельно.
Затем обнаружилось, что, несмотря на любые исследования, невозможно идентифицировать возбудитель у большей части больных общим острым гастроэнтеритом, у больных с острым респираторным синдромом и с острыми лихорадочными синдромами с участием ЦНС.
Третий постулат не всегда имеет место, как это обнаружил сам Кох для туберкулёза и для холеры (Koch, 1884), не все организмы, подвергшиеся воздействию возбудителя приобрели инфекцию. Нередко у части индивидов подверженного инфекционному заболеванию вида существует врожденная или приобретенная невосприимчивость, связанная с иммунным статусом или особенностями генотипа. Например, люди с делецией части гена CCR5 (гомозиготы по аллелю CCR5 Δ32) не заражаются ВИЧ-инфекцией, натуральной оспой и чумой. А некоторые люди могут избежать инфекции, поддерживая свою иммунную систему в хорошем состоянии, приобретая иммунитет после заболевания или вакцинации, а также через генетический иммунитет, такой как при серповидноклеточной анемии, который обеспечивает устойчивость к малярии.

## Ограничения Эванса
В 1991 году американский эпидемиолог Альфред Эванс изложил наиболее полный перечень ограничений использования постулатов Коха:
1. Постулаты применимы не ко всем патогенным бактериям
2. Не применимы к вирусам, паразитам или грибкам
3. Не включают следующие концепции:

- бессимптомное носительство;
- биологический спектр заболевания;
- эпидемиологические и иммунологические элементы причинности
- избежание заболевания из-за устранения предполагаемой причины
- множественную причинность
- когда один и тот же синдром может иметь различные причины при разных условиях;
- реактивацию латентных агентов как причина болезни;
- иммунологические процессы как причина болезни[3].

## Модификации постулатов Коха
Чтобы сделать постулаты Коха более всеобъемлющими, были предложены модификации:
- применение для вирусов — Томас Риверс
- эпидемиологические критерии — Остин Брэдфорд Хилл
- иммунологические критерии — Альфред Эванс
- патогенность — Стэнли Фалкоу
- учёт информации последовательности нуклеиновых кислот — Фредрикс и Релман.

На сегодняшний день постулаты Коха в значительной степени вытеснены более современными критериями, такими как критерии Брэдфорда-Хилла для причинности инфекционных заболеваний в современном здравоохранении и молекулярные постулаты Коха для микробного патогенеза.

## Cм. также
- Критерии Хилла